# Vireó garser alagroc
La vireó garser alagroc (Pteruthius flaviscapis) és un ocell de la família dels vireònids (Vireonidae).

## Hàbitat i distribució
Habita els boscos de muntanya de les muntanyes de Java